# Philoscia karrakattensis
Philoscia karrakattensis är en kräftdjursart som beskrevs av Wahrberg1922. Philoscia karrakattensis ingår i släktet Philoscia och familjen Philosciidae. Inga underarter finns listade i Catalogue of Life.